# 943 TCN
943 TCN là một năm trong lịch La Mã.